# 1 Pułk Szwoleżerów (PSZ)
1 Pułk Szwoleżerów (kadrowy) – oddział rozpoznawczy Polskich Sił Zbrojnych.

## Formowanie i zmiany organizacyjne
5 lutego 1945 na podstawie rozkazu L.dz.150/Tjn./Org./45 Szefa Sztabu Naczelnego Wodza z dnia 5 lutego 1945 roku w sprawie „Organizacji i formowania I Korpusu” i rozkazu uzupełniającego z dnia 27 lutego 1945, przystąpiono do organizacji pułku szwoleżerów (kadrowego), jako rozpoznawczego pułku samochodów pancernych I Korpusu Polskiego. Formowanie pułku rozpoczęto przy Centrum Wyszkolenia Pancernego i Technicznego w Catterick Camp w Wielkiej Brytanii, pod nazwą „Kadra Pułku Szwoleżerów”. Rozkazem Dowódcy Jednostek Wojska w Wielkiej Brytanii gen. bryg. Janusza Głuchowskiego L.dz.1154/tjn/O.P.S./45 z dnia 2 lipca 1945 r. zmieniono nazwę jednostki na 1 pułk szwoleżerów. Obowiązki dowódcy pułku pełnił etatowy zastępca mjr Jerzy Kern. W pułku służyło 23 oficerów i kilkunastu podchorążych. Przyszli szwoleżerowie przybywali z CWPanc. i Techn., z Ośrodka Zapasowego 1 Dywizji Pancernej oraz za pośrednictwem Komendy Uzupełnień żołnierzy Polaków służących uprzednio w armii niemieckiej. Największy stan osobowy 1 pułk szwoleżerów osiągnął w lipcu 1945 wynoszący 318 żołnierzy. Z wykorzystaniem bazy szkoleniowej CWPanc. i Techn. prowadzono szkolenie szwoleżerów. W październiku rozpoczęto demobilizację żołnierzy, część rozpoczęła naukę i studia, 48 zgłosiło się na repatriację do kraju. Z końcem października najbardziej zaawansowanych w szkoleniu przeniesiono do 9 pułku Ułanów Małopolskich w Szkocji, a pułk przewieziono do Melrose. Ostatnim rozkazem pułkowym nr 236/45 z dnia 2 listopada 1945 roku 9 oficerów i 270 szwoleżerów wcielono do pułków 16 Samodzielnej Brygady Pancernej, a kilkunastu pozostałych do innych jednostek. Do 10 listopada 1945 pułk przestał istnieć.